# Тоні Холохан
Вільям Джерард Ентоні Холохан (англ. William Gerard Anthony Holohan, Лімерик) — ірландський лікар, спеціаліст з громадської охорони здоров'я, який працював головним медичним спеціалістом Ірландії з травня 2008 року по 1 липня 2022 року. Журналіст Фергал Бауерс описав його як «Такий же, як доктор Ентоні Фаучі в США, і можливо, такий же впливовий».
Протягом 14 років Холохан очолював стратегію громадського здоров'я Ірландії, охоплюючи пандемію грипу H1N1 2009 року, скандал із раком «CervicalCheck» і пандемію COVID-19. Він став видатною фігурою під час епідемії COVID-19 в Ірландії, коли він очолював Національну групу з надзвичайних ситуацій у сфері охорони здоров'я (NPHET), водночас підтримуючи своїх дітей і дружину, яка боролася з раком.
У березні 2022 року Холохан оголосив про свій намір залишити посаду головного медичного спеціаліста після того, як його призначили професором стратегії громадського здоров'я та лідерства в Триніті-коледжі Дубліна. Це спричинило кілька днів суперечок, і в результаті Холохан оголосив про свою відставку з посади головного медичного спеціаліста 1 липня та не обіймав заплановану академічну посаду в Триніті-коледжі.

## Кар'єра

### Головний медичний спеціаліст
У 2001 році Тоні Холохан був призначений заступником головного медичного спеціаліста, а в грудні 2008 року — головним медичним спеціалістом Ірландії.

### Скандал CervicalCheck
Холохан став відомим під час скандалу з раком CervicalCheck у 2018 році. У той час відбувся ретроспективний аудит програми мазка з шийки матки, який зосереджувався на результатах попередніх мазків пацієнток з діагнозом рак шийки матки. Результат аудиту показав, що 206 жінок з відомим діагнозом рак шийки матки мали хибнонегативний результат попереднього аналізу мазка. Результати ретроспективного аудиту не були розголошені відповідним жінкам, імовірно, це пояснювалося тим, що розголошення не змінило б клінічний результат пацієнтки (у якої був відомий діагноз раку шийки матки). Повідомлялося, що доктор Грейн Фланнеллі, клінічний директор CervicalCheck, порадив гінекологам не повідомляти жінкам про результати повторної оцінки, а натомість подавати результати. Деякі з цих жінок подали до суду на Виконавчу службу охорони здоров'я.
Холохан заявив, що міністерство охорони здоров'я знає про позицію CervicalCheck щодо неінформування деяких жінок про результати перевірок їхніх справ, і що було прийнято рішення не передавати справу міністру охорони здоров'я, сказавши експертній комісії: «Це було розумним, оскільки інформація, надана в доповідних записках, наданих службою охорони здоров'я міністерству, була доказом постійного вдосконалення того, як надається послуга, а не виявленням проблеми, яка за своїм характером потребувала втручання до міністерського рівня».
Пізніше, в результаті фактів, виявлених Групою з розслідування серйозних інцидентів, офіційними особами міністерства охорони здоров'я та головним медичним спеціалістом (Тоні Холохан), було призначено перевірку Скаллі. У вересні 2018 року доктор Габріель Скаллі показав, що немає жодних доказів того, що результативність програми цервікального мазка або показники непідтверджених мазків були нижчими, ніж очікується від такої програми. Крім того, він не знайшов доказів приховування з боку зацікавлених сторін. Однак доктор Габріель Скаллі знайшов недоліки в тому, що результати ретроспективного аудиту не були надані жінкам, незважаючи на те, що у них був відомий діагноз раку шийки матки. Після оголошення та публікації звіту Скаллі, який дав програмі скринінгу ретельну оцінку з точки зору здоров'я, доктор Скаллі доклав чимало зусиль, щоб захистити існуючу програму скринінгу раку шийки матки, та зміцнити довіру громадськості до неї. Було відзначено, що доповідь Скаллі різко контрастує з політичною істерією раннього «скандалу».

### Епідемія COVID-19
29 лютого 2020 року Холохан оголосив про перший випадок SARS-CoV-2, який спричинює коронавірусну хворобу 2019, в Ірландії, і що внаслідок цього пандемія поширилася на Ірландію. 17 квітня 2020 року він дав телевізійне інтерв'ю «The Late Late Show».
Холохан очолював Національну групу з надзвичайних ситуацій у сфері охорони здоров'я щодо COVID-19, групу, відповідальну за заходи держави на епідемію COVID-19 в Ірландії від початку пандемії аж до розпуску групи в лютому 2022 року.
10 червня 2021 року Холохан отримав почесну стипендію від Королівського коледжу хірургів в Ірландії на знак визнання його видатного лідерства під час пандемії COVID-19.
16 червня 2021 року він прийняв нагороду «Свобода міста Дубліна» від імені всіх медичних працівників під час пандемії COVID-19.

### Конфлікт щодо призначення в Трініті-коледжі
25 березня 2022 року Холохан оголосив, що залишить посаду головного медичного спеціаліста 1 липня після призначення професором стратегії громадського здоров'я та лідерства в Трініті-коледжі Дубліна.
Плутанина щодо посади почалася, коли 6 квітня було оголошено, що він залишиться державним службовцем, а міністерство охорони здоров'я продовжуватиме виплачувати йому 187 тисяч євро зарплати.ьУ заяві міністерства зазначено, що нова роль Холохана була «безстроковим відрядженням», яке було «в інтересах суспільства» через навички, які він міг привнести в третій рівень допомоги".
Наступного дня він сказав на закритому засіданні комітету з питань охорони здоров'я Ерахтаса, що погодився «відмовитися» від своєї посади головного медичного спеціаліста, і не повернеться до неї «ні в якому разі в майбутньому».
8 квітня тишех Міхал Мартін заявив, що має бути більша прозорість щодо запланованої академічної ролі Холохана в Трініті-коледжі, і що це питання має бути призупинено та переглянуто, доки він не отримає звіт від міністра охорони здоров'я Стівена Доннеллі. Того ж дня «Irish Independent» повідомила, що зарплата Холохана буде на 30 тисяч євро вищою, ніж у інших професорів, які працюють у Трініті-коледжі.
9 квітня в результаті скандалу Холохан оголосив, що він піде на пенсію з посади головного медичного спеціаліста 1 липня, і не буде займати академічну посаду в Трініті-коледжі. У заяві він сказав, що не бажає продовження суперечок.

### Інша робота
7 липня 2022 року Холохан оголосив, що розпочне роботу на новій посаді ад'юнкт-професора громадської охорони здоров'я в Університетському коледжі Дубліна без жодної зарплати.
15 вересня 2022 року було повідомлено, що Холохан приєднається до невиконавчої волонтерської ради Ірландського фонду хоспісів.
13 жовтня 2022 року компанія «Enfer Medical Ltd.» оголосила, що Холохан призначено головою її медичної консультативної ради. Компанія є незалежною лабораторією, яка надає послуги з тестування сексуального здоров'я, здоров'я органів дихання, здоров'я кишечника та геноміки.
2 листопада 2022 року стартап «aCGT Vector», який частково фінансується урядом і працює над розробкою нових рішень для лікування раку, оголосив, що Холохан був призначений невиконавчим головою його нової стратегічної консультативної ради". Тоні Холохан завершив свою роботу в квітні 2023 року.

## Особисте життя
Холохан народився в Дубліні та виріс у Лімерику. Початкову освіту отримав у Національній школі в Моналіні; середню освіту отримав на «CBS Sexton Street». Він закінчив медичну школу в Університетському коледжі Дубліна в 1991 році. Після навчання в області загальної практики він також навчався в медицині громадського здоров'я, отримавши ступінь магістра громадської охорони здоров'я (MPH) в 1996 році. Холохан має диплом з управління охороною здоров'я від Королівського коледжу хірургів в Ірландії. Він є членом Ірландського коледжу лікарів загальної практики (MICGP) і є членом Медичного факультету громадської охорони здоров'я Королівського коледжу лікарів Ірландії (FFPHMI).
У 2015 році Холохан був нагороджений премією «UCD Alumni Award» в галузі охорони здоров'я.
Під час навчання в медичній школі він познайомився зі своєю дружиною Емер Філі, яка згодом стала спеціалістом у галузі охорони здоров'я. У подружжя двоє дітей, син і дочка. Його дружина померла в лютому 2021 року після тривалої лікування мієломної хвороби.
21 вересня 2023 року Холохан на заході в Дубліні запустив публікацію своїх мемуарів «Нам потрібно поговорити», написаних разом з Емілі Гурікан. У книзі розповідається про його молодість, час навчання медицини, де він зустрів свою майбутню дружину. Він детально розповідає про її діагноз — мієломну хворобу, та подальше лікування та його вплив на її життя та сім'ю протягом 9 років аж до її смерті у 2021 році. Холохан також пише про час, проведений на посаді головного медичного спеціаліста: висвітлено різноманітні публічні події, зокрема свинячий грип, скандал з раком шийки матки та пандемію COVID-19. Рецензуючи книгу для «Irish Independent», Даніель Беррон написала: «Це книга про горе так само, як і книга про те, що ми є одним із найбільш суперечливих персонажів у сфері охорони здоров'я. Людині властиво помилятися. Але лікарі, як ми так часто забути, вони люди, і доктор Холохан олюднив себе цією надзвичайно чесною та особистою книгою».
Холохан з'явився на шоу «The Late Late Show» 22 вересня 2023 року, та розповів про «важкий» день похорону своєї дружини, а також розповів про «впливові» моменти дня в емоційному інтерв'ю з новим ведучим Патріком Кілті.